# Juristische Person alten hamburgischen Rechts
Die juristische Person alten hamburgischen Rechts ist eine in Deutschland existierende Rechtsform aus der Gruppe der juristischen Personen, die nach damals gültigem hamburgischen Recht gegründet und bis heute nicht in eine andere, nach Bundesrecht einheitliche, Rechtsform umgewandelt wurde. Die einzige noch bestehende Gesellschaft dieses Typs ist die Haspa Finanzholding, die 1827 gegründet wurde.

## Geschichte
Die Rechtsform der juristischen Person alten hamburgischen Rechts stammt aus der Zeit, in der es einerseits im Deutschen Bund keine einheitlichen Rechtsformen gab sowie juristische Personen als Rechtsformen noch nicht verbreitet waren. Ähnliche Typen von Rechtsformen auf Ebene ehemaliger Gliedstaaten des Deutschen Reichs waren unter anderem:
- Kolonialgesellschaft nach deutschem Schutzgebietsrecht (in deutschen Schutzgebieten)
- Bergrechtliche Gewerkschaft nach preußischem Recht (in den Gebieten des Königreichs Preußen)
- Altrechtlicher Verein (Rechtsfähigkeit vor Inkrafttreten des BGB, meist durch den Landesherren vergeben)

Heutzutage existieren keine Gesellschaften in diesen Rechtsformen mehr, mit Ausnahme der Haspa Finanzholding und einigen altrechtlichen Vereinen.

## Rechtliches & Aufbau
Die juristische Person alten hamburgischen Rechts ähnelt in einigen Merkmalen einer Stiftung. Sie besitzt keine privaten oder öffentlichen Anteilseigner, die stimm- oder dividendenberechtigt wären. Sie ist wie eine Stiftung eigentümerlos und unterliegt der staatlichen Aufsicht. Änderungen der öffentlichen Aufgaben bedürfen der Zustimmung des Hamburger Senats.
Es existiert jedoch ein Kuratorium, das ähnlich dem einer Stiftung funktioniert.
Es besteht heutzutage keine Möglichkeit zur Gründung einer Gesellschaft in dieser Rechtsform.